# Mazatlán FC
Der Mazatlán Futbol Club, kurz Mazatlán FC, ist ein mexikanischer Fußballverein aus Mazatlán, Sinaloa. Der im Juni 2020 gegründete Klub trat zur Saison 2020/21 die Nachfolge von Monarcas Morelia in der Liga MX an und trägt seine Heimspiele im neu errichteten Estadio de Mazatlán aus.

## Geschichte
Im Jahr 2017 entschied die Regierung des Bundesstaates Sinaloa den Ausbau der sportlichen Anlagen. Dabei wurde auch der Bau eines neuen Fußballstadions in Mazatlán beschlossen, mit dem Ziel zukünftig einen Erstligisten in der Hafenstadt anzusiedeln. Die umgerechnet 25,6 Millionen Euro teure Spielstätte wurde Mitte 2020 als Estadio de Mazatlán eröffnet und es wurde sich nach einer bestehenden Mannschaft umgesehen, welche nach Mazatlán ziehen würde. Als drei potentielle Vereine wurden dabei in den Medien der Club Puebla, der Querétaro Fútbol Club und Monarcas Morelia benannt. Am 2. Juni wurde bekanntgegeben, dass Monarcas Morelia nach Mazatlán umzieht und zur Saison 2020/21 als Mazatlán FC antreten wird. Rund eine Woche später wurde das neue Logo des Vereins enthüllt, welches die Spielfarben violett, schwarz und weiß enthält. Wenig später wurde Francisco Palencia als erster Cheftrainer präsentiert.
Das erste Pflichtspiel trug der Mazatlán FC am 3. Juli 2020 im heimischen Estadio de Mazatlán aus. In der Begegnung um die Copa México gegen die UANL Tigres (0:0) standen acht Spieler in der Startaufstellung, die in der vorherigen Saison (2019/20) beim übernommenen Club Atlético Monarcas Morelia spielten. Das Debüt in der Liga MX absolvierte die Mannschaft am 27. Juli 2020 ebenfalls im heimischen Stadion. Bei der 1:4-Niederlage gegen Puebla FC erzielte César Huerta das erste Ligator der Vereinsgeschichte.